# David Canal
David Canal (David Canal Valero; * 7. Dezember 1978 in Barcelona) ist ein ehemaliger spanischer Sprinter, der sich auf den 400-Meter-Lauf spezialisiert hatte. über viele Jahre der beste 400-Meter-Läufer Spaniens war. Bei einer Körpergröße von 1,83 m beträgt sein Wettkampfgewicht 65 kg.
1997 wurde David Canal in Ljubljana Junioreneuropameister. Bei den Europameisterschaften 1998 in Budapest belegte er in 45,93 s den siebten Platz. Als Schlussläufer der spanischen Mannschaft in der 4-mal-400-Meter-Staffel trug er entscheidend dazu bei, dass die Stafette Bronze gewann und mit 3:02,47 min einen spanischen Rekord aufstellte. Im Ziel hatte er 0,01 Sekunden Vorsprung vor dem Schlussläufer Italiens. Bei den Weltmeisterschaften 1999 erreichte er das Viertelfinale.
2000 gewann er bei den Halleneuropameisterschaften in Gent in 46,85 s Silber hinter dem Bulgaren Ilija Dschiwondow. Bei den Olympischen Spielen in Sydney kam er erneut ins Viertelfinale und schied mit der spanischen Stafette im Vorlauf aus.
Ein Jahr später belegte er als bester Europäer bei den Hallenweltmeisterschaften in Lissabon in 46,99 s den vierten Platz. Bei den Weltmeisterschaften in Edmonton drang er ins Halbfinale vor und wurde mit der spanischen Stafette Siebter.
2002 gewann er bei den Halleneuropameisterschaften in Wien mit der spanischen Stafette Bronze, und bei den Europameisterschaften in München errang er in 45,24 s Silber hinter dem Deutschen Ingo Schultz in 45,14 s. Bei den Weltmeisterschaften 2003 in Paris/Saint-Denis erreichte er abermals das Halbfinale und belegte mit der spanischen Stafette den fünften Platz.
Bei den Olympischen Spielen 2004 in Athen schied er über 200 m im Viertelfinale und über 400 m und in der 4-mal-400-Meter-Staffel im Vorlauf aus.
Bei den Halleneuropameisterschaften 2005 in Madrid gewann Canal über 400 Meter in 46,64 s Silber hinter dem Iren David Gillick und belegte mit der spanischen Stafette im Finale den fünften Platz.
Sechsmal wurde er spanischer Meister über 400 m (1998–2003) und einmal über 200 m (2005). In der Halle holte er siebenmal den nationalen Titel über 400 m (1999–2005):

## Bestzeiten
- 100 m: 10,53 s, 1. Juni 2002, Castellón
- 200 m: 20,68 s, 10. Juni 2004, Rivas Vaciamadrid
  - Halle: 20,95 s, 29. Januar 2005, Valencia
- 400 m: 45,01 s, 3. August 2003, Jerez de la Frontera
  - Halle: 45,93 s, 20. Februar 2005, Madrid
- Weitsprung: 6,38 m, 12. August 2003, Castellón